# Clarence Gamble
Clarence Oliver Gamble (Estados Unidos, 16 de agosto de 1881 - 13 de junho de 1952) foi um tenista estadunidense. Medalhista olímpico de bronze em duplas com Arthur Wear.